# Santuario Rizal (Calambá)
El Santuario Rizal de Calambá, es una reproducción de la casa original de dos pisos de estilo colonial español, en la que nació José Rizal, héroe nacional de Filipinas, el 19 de junio de 1861. Está ubicada en dicha ciudad, a 54 kilómetros al sur de Manila, en la provincia de Laguna. 
La casa ha sido designada como Santuario Nacional (Nivel 1) por la Comisión Histórica Nacional de Filipinas.

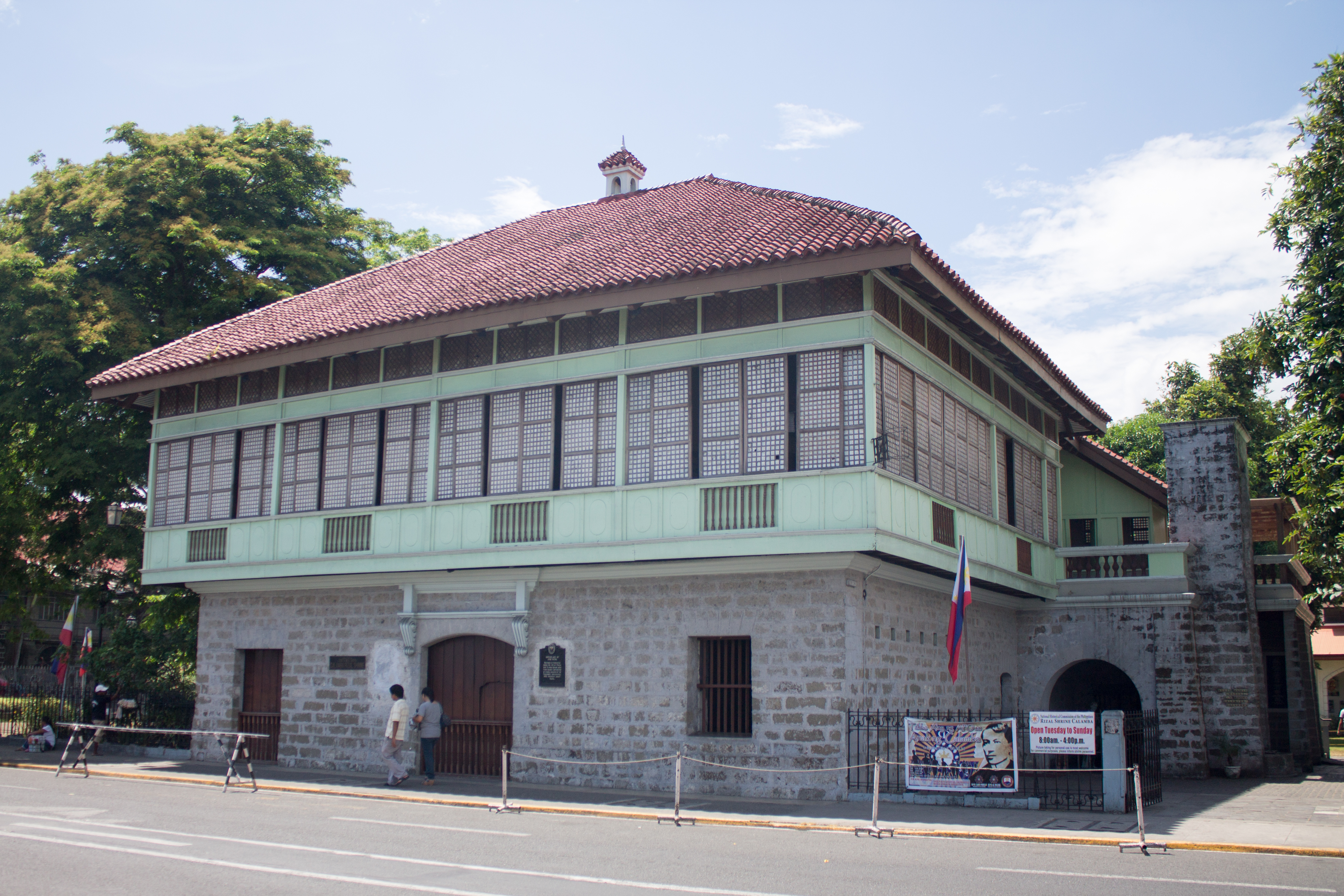
Casa museo José Rizal

## Descripción
El Santuario de Rizal es un típico báhay na bató (casa de piedra) rectangular, que recuerda a las casas filipinas de clase alta construidas durante la era colonial española. La parte inferior está hecha de adobe y ladrillo, mientras que la parte superior es de madera dura. El suelo interior original de la casa fue descubierto durante la reconstrucción y utilizado. Sus ventanas tienen marcos corredizos con conchas de capiz en lugar de vidrio. Las paredes exteriores están pintadas de verde (originalmente eran blancas) y el techo está construido con tejas de cerámica roja.

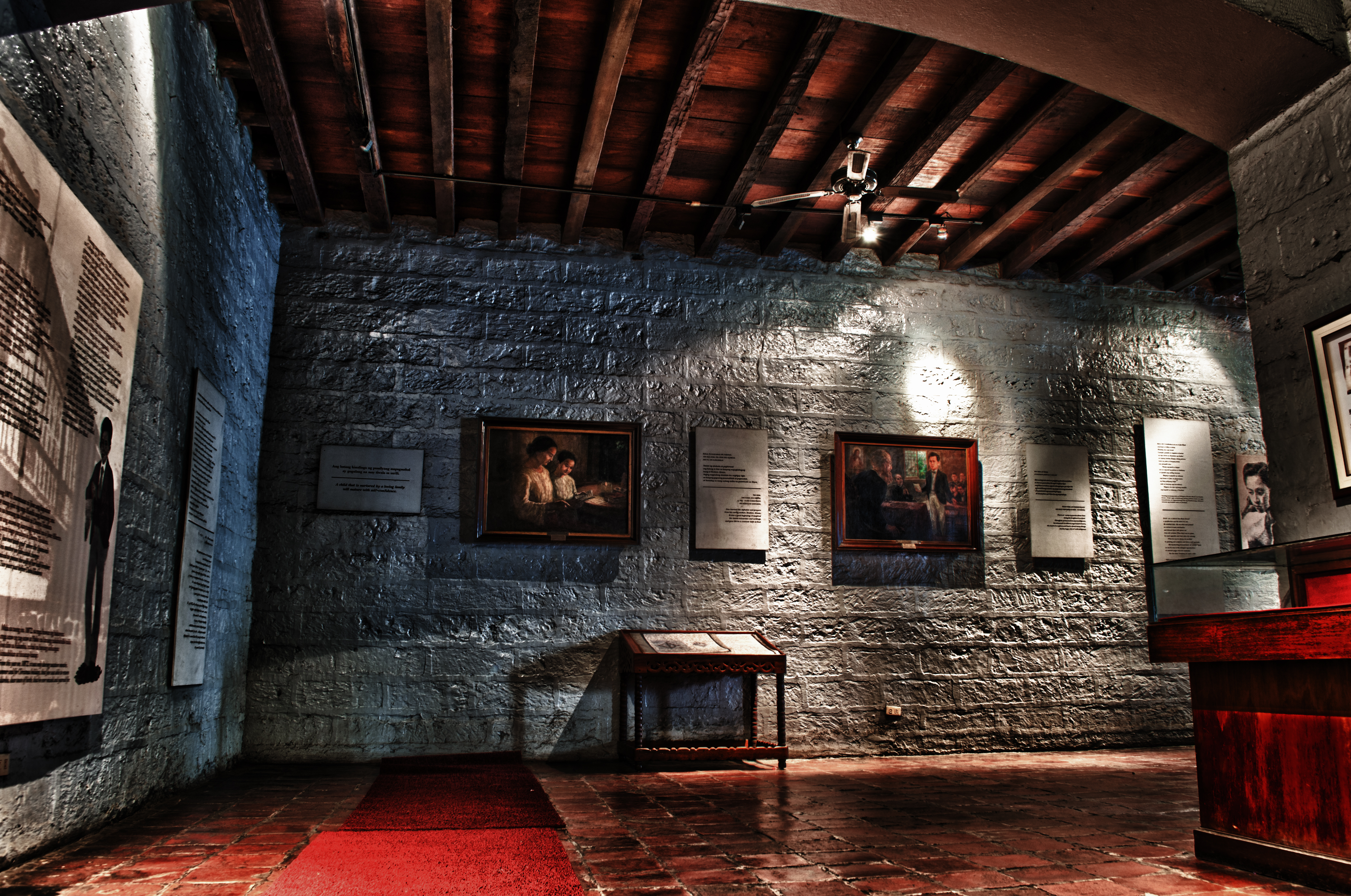
Interior de la casa

La planta baja de la casa sirvió históricamente como establo para caballos y carruajes.Alberga una exposición sobre la infancia de Rizal, incluyendo copias exactas de los escritos de Rizal, dibujos y certificado de bautismo original. El piso superior sirvió como alojamiento de la familia y constaba de: sala de estar, comedor, baño y biblioteca. Adyacente a la biblioteca se encuentra el comedor formal de la familia, conectada a una sala que conduce a tres dormitorios: el dormitorio de los niños (para José y su hermano Paciano), el dormitorio de las  nueve hermanas y el dormitorio principal, el más grande de todos. En este se puede ver la cama con dosel donde nació Rizal.

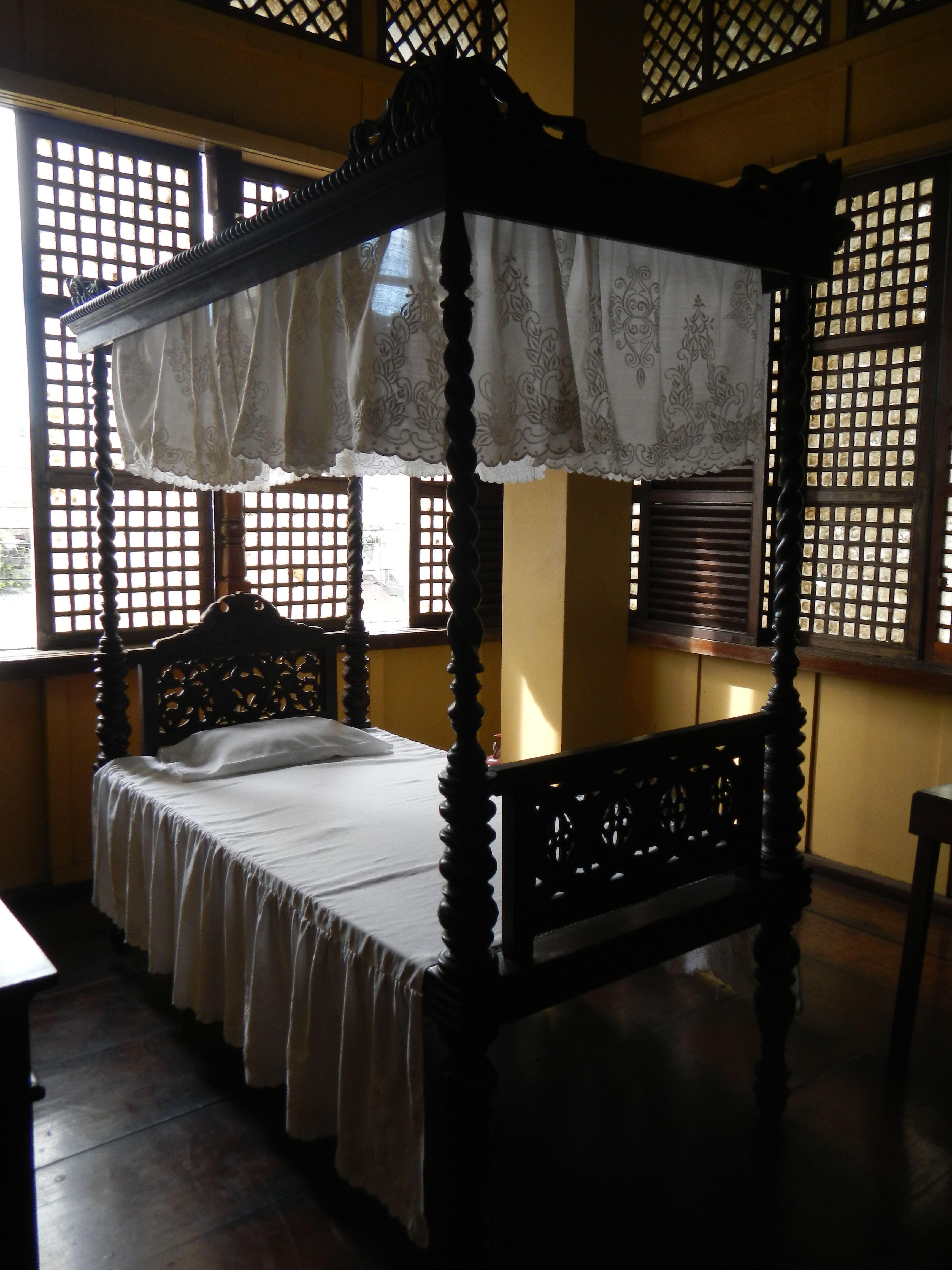

Más allá de la sala hay un comedor informal. En esta sala destaca el punkah, un gran abanico indio rectangular. Junto al comedor y la azotea hay un antiguo pozo, uno de los únicos elementos supervivientes de la casa original.
Adyacentes al edificio, en 1997 se construyeron una galería, biblioteca, sala audiovisual y tienda de recuerdos. El santuario tiene un gran césped con una réplica de la choza de palmas de nipa y una estatua que representa al joven Rizal con su perro. La estatua fue construida en 1996 por Duddley Diaz para conmemorar el centenario de la muerte de Rizal.

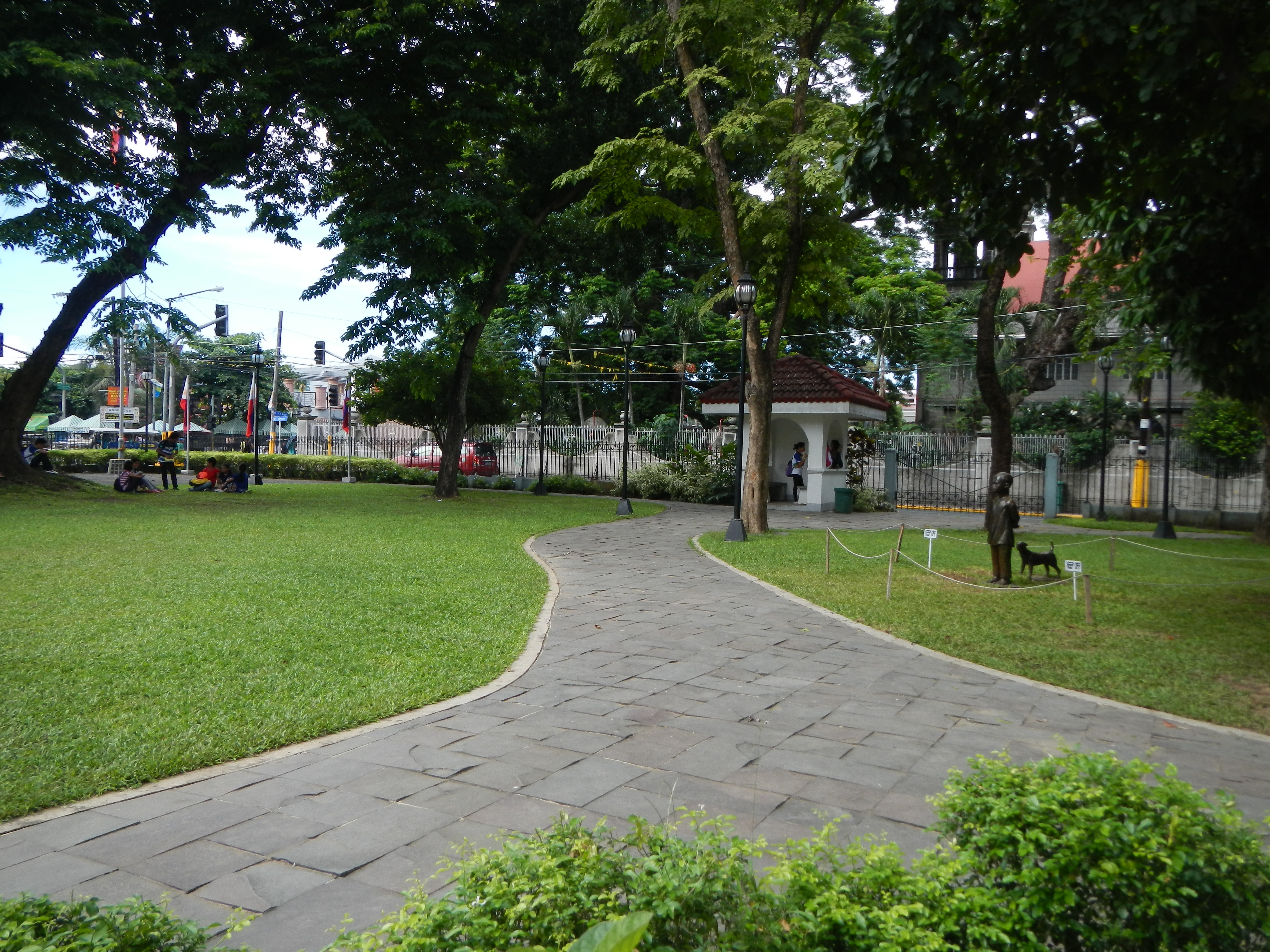
Jardín y escultura de José Rizal niño, obra de Duddley Diaz.

Los restos de los padres de Rizal, Francisco y Teodora, también se encuentran en el santuario.

## Historia
El padre de José Rizal tardó dos años en construir la casa ancestral original de los Rizal. En 1890 fueron requisadas a la familia la casa y las tierras que  explotaba en Calambá, con la excusa de que no pagaba las rentas necesarias a los propietarios dominicos. Paciano Rizal, hermano de José, volvió a ocupar la casa durante la Revolución filipina, pero la perdió de nuevo ante los frailes. Posteriormente fue vendida, destruida en la Segunda Guerra Mundial y finalmente demolida. El gobierno compró lo que quedaba de la Casa Rizal por 24.000 rupias.
En 1948, el presidente Elpidio Quirino aprobó la reconstrucción de la casa. Los niños de las escuelas filipinas aportaron la mayor parte de la financiación del proyecto, mientras que Juan Nakpil actuó como arquitecto supervisor.
Fiel a la casa original, la reconstrucción ocupa el mismo sitio y está construida con los mismos materiales de la época.

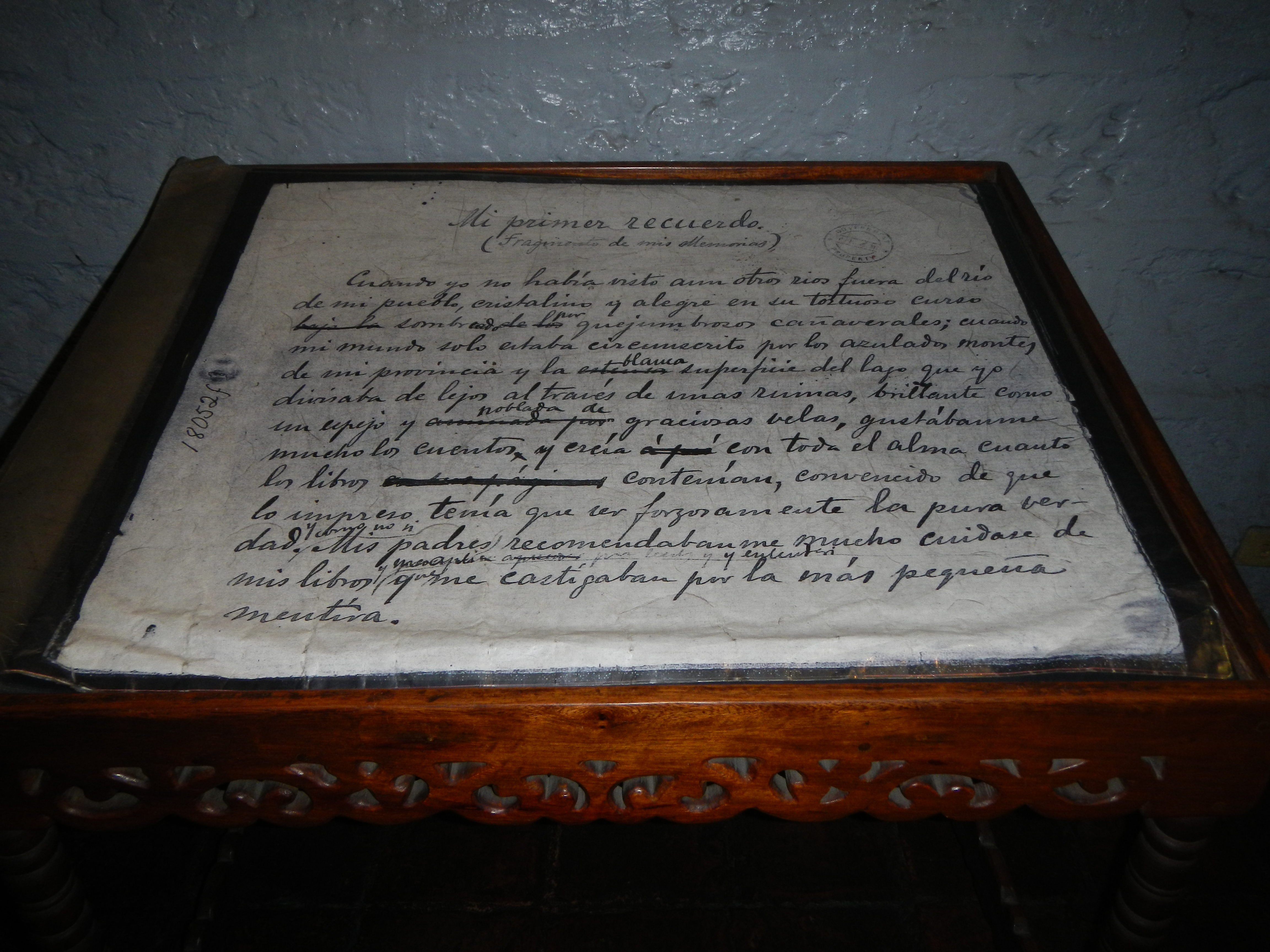
Manuscrito de José Rizal

El 19 de junio de 1950 se inauguró la casa recién construida y ahora sirve como depósito de los recuerdos de José Rizal.